# سارنوو (استان بورگاس)
سارنوو (به بلغاری: Sarnevo) یک منطقهٔ مسکونی در بلغارستان است که در استان بورگاس واقع شده‌است.